# Sunrise Service Station
Pour les articles homonymes, voir Sunrise.
La Sunrise Service Station est une ancienne station-service américaine à Sunrise, dans le comté de Pierce, dans l'État de Washington. Protégée au sein du parc national du mont Rainier, cette station construite en 1931 dans le style rustique du National Park Service est une propriété contributrice au district historique de Sunrise depuis la création de ce district historique le 13 mars 1991. Elle contribue également au Mount Rainier National Historic Landmark District établi le 18 février 1997.